# Čremošné
Čremošné este o comună slovacă, aflată în districtul Turčianske Teplice din regiunea Žilina. Localitatea se află la altitudinea de 649 m deasupra n.m., se întinde pe o suprafață de 16,175 km2 și în 2017 număra 80 de locuitori. Se învecinează cu comuna Horná Štubňa.

## Istoric
Localitatea Čremošné este atestată documentar din 1340.

## Demografie
| An:                | 1994 | 2004   | 2014   | 2024   |
| ------------------ | ---- | ------ | ------ | ------ |
| Număr de persoane: | 95   | 87     | 85     | 83     |
| Diferență:         |      | −8,42% | −2,29% | −2,35% |

| An:                | 2023 | 2024   |
| ------------------ | ---- | ------ |
| Număr de persoane: | 80   | 83     |
| Diferență:         |      | +3,75% |